# Caylloma (provincie)
| Caylloma                                                 | Caylloma                          |
| -------------------------------------------------------- | --------------------------------- |
| Harta localizării provinciei în cadrul regiunii Arequipa |                                   |
| Informații generale                                      |                                   |
| Țară                                                     | Peru                              |
| Regiune                                                  | Arequipa                          |
| Primar                                                   | Jorge Modesto Cueva Tejada (2007) |
| - Capitală                                               | Chivay                            |
| - Suprafață totală                                       | 14 019,46 km2                     |
| - Districte                                              | 20                                |
| Populație                                                |                                   |
| An recensământ                                           | 2005                              |
| - Totală                                                 | 72 214                            |
| - Densitate                                              | 5,2/km2                           |
| Fus orar                                                 | UTC-5                             |
| UBIGEO                                                   | 0405                              |
| Modifică text                                            |                                   |

Provincia Caylloma este cea mai mare provincie dintre cele opt care alcătuiesc regiunea Arequipa din Peru. Capitala provinciei este orașul Chivay, unul dintre cele mai mari din regiunea Arequipa.

## Diviziune teritorială

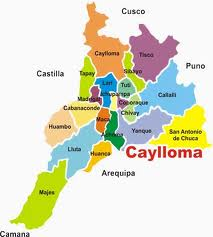
Diviziunea teritorială (în districte) a provinciei Caylloma.

Provincia este divizată în douăzeci de districte (spaniolă: distritos, singular: distrito):
- Achoma
- Cabanaconde
- Callalli
- Caylloma
- Chivay
- Coporaque
- Huambo
- Huanca
- Ichupampa
- Lari
- Lluta
- Maca
- Madrigal
- Majes
- San Antonio de Chuca
- Sibayo
- Tapay
- Tisco
- Tuti
- Yanque